# Norton Museum of Art

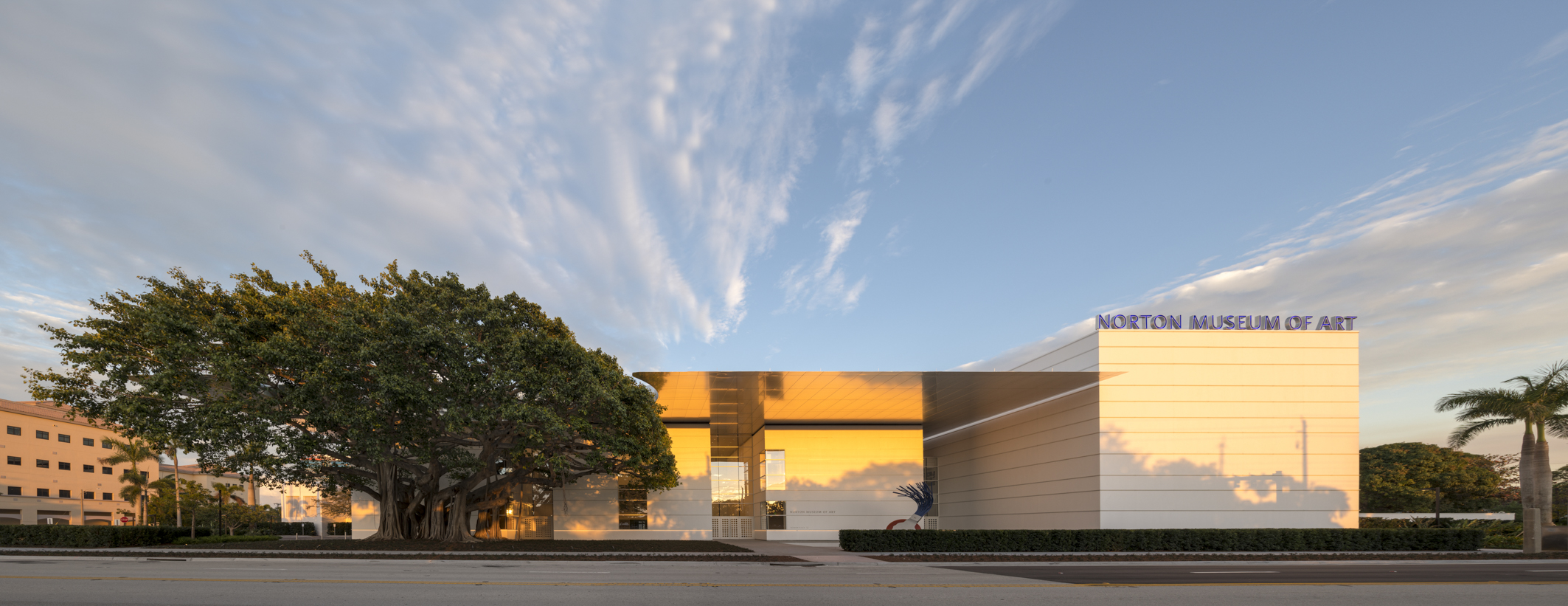
Vorderseite des neu gestalteten Norton Museum of Art im Februar 2019, entworfen von Foster & Partners

Das Norton Museum of Art ist ein Kunstmuseum in West Palm Beach, Florida. Die Sammlung des Museums umfasst mehr als 8200 Werke mit Schwerpunkt auf europäischer, amerikanischer und chinesischer Kunst sowie zeitgenössischer Kunst und Fotografie.

## Geschichte
Das Norton Museum of Art wurde 1941 von Ralph Hubbard Norton (1875–1953) und seiner ersten Frau Elizabeth Calhoun Norton (1881–1947) in West Palm Beach, Florida, gegründet. Ralph Norton, ehemaliger Präsident der Acme Steel Company in Chicago, zog sich 1940 aus dem Berufsleben zurück und ließ sich in West Palm Beach nieder. Dort beschloss er, seine umfangreiche Kunstsammlung der Öffentlichkeit zugänglich zu machen. Das ursprüngliche Museumsgebäude wurde von der Architektin Marion Sims Wyeth entworfen und am 8. Februar 1941 eröffnet.

## Architektur
Im Jahr 2001 erfuhr das Norton Museum of Art eine bedeutende Erweiterung durch den Bau des 4.180 m² großen Gail and Melvin Nessel Wing, der die Gesamtfläche des Museums auf 11.380 m² vergrößerte. Im Jahr 2013 stellte das Museum einen Masterplan des britischen Architekten Norman Foster vor, der eine Verdoppelung der Ausstellungsfläche sowie die Erweiterung um ein Bildungszentrum, ein Auditorium und ein Restaurant vorsieht. Der neue Westflügel umfasst eine große, 13 Meter hohe Halle. Ein früher als Parkplatz genutzter Bereich neben dem Museum wurde in einen 836 m² großen Skulpturengarten umgewandelt. Der Haupteingang wurde an den South Dixie Highway verlegt, um die ursprüngliche Ost-West-Achse des 1941 errichteten Art-Déco-Gebäudes wiederherzustellen. Die Renovierungsarbeiten begannen 2016 und nach einer Schließung im Juli 2018 wurde das Museum am 9. Februar 2019 wiedereröffnet. Durch die Erweiterung entstanden 1115 m² zusätzliche Galeriefläche, neue Unterrichtsräume, ein Restaurant, ein Auditorium mit 210 Plätzen und ein Skulpturengarten.

## Sammlung
Die Sammlung des Norton Museum of Art umfasst mehr als 8200 Werke mit Schwerpunkt auf europäischer, amerikanischer und chinesischer Kunst sowie zeitgenössischer Kunst und Fotografie. Zu den herausragenden Künstlern gehören Mariotto Albertinelli, Lucas Cranach der Ältere, Peter Paul Rubens, Ferdinand Bol, Luca Giordano, Joshua Reynolds, Jean-Baptiste Greuze, Gustave Courbet, Claude Monet, Edgar Degas, Paul Gauguin, Henri Matisse, Pablo Picasso, Joan Miró, Paul Klee, Marc Chagall, Giorgio de Chirico und Edward Hopper. Die Abteilung Moderne Kunst präsentiert Werke von Künstlern wie Gino Severini, Max Beckmann, Georges Braque, Robert Delaunay, Constantin Brâncuși und Chaïm Soutine. Die zeitgenössische Sammlung umfasst Werke von Andy Warhol, Joseph Beuys, Dan Flavin, Nancy Graves, Duane Hanson, Mary Heilman, Alfredo Jaar, Richard Long, Juan Muñoz, Ursula von Rydingsvard, Yinka Shonibare und Jeff Wall.
Im Jahr 2018 erhielt das Museum eine Schenkung von über 100 Werken aus der Sammlung von Howard und Judie Ganek, darunter Werke von Damien Hirst, Anselm Kiefer, Sigmar Polke, Ed Ruscha, Kara Walker, Donald Judd, Matthew Barney, Nan Goldin, Cindy Sherman, Lorna Simpson und Pipilotti Rist.